# Tanzania năm 2020
Các sự kiện năm 2020 tại Tanzania.

## Người đương nhiệm
- Chủ tịch: John Magufuli
- Phó chủ tịch: Samia Suluhu
- Thủ tướng: Kassim Majaliwa
- Chánh án: Ibrahim Hamis Juma

## Sự kiện
- Ngày 31 tháng 1 - Tổng thống Hoa Kỳ Donald Trump hạn chế một số loại thị thực cho công dân Tanzania.[1]